# Malmédský masakr

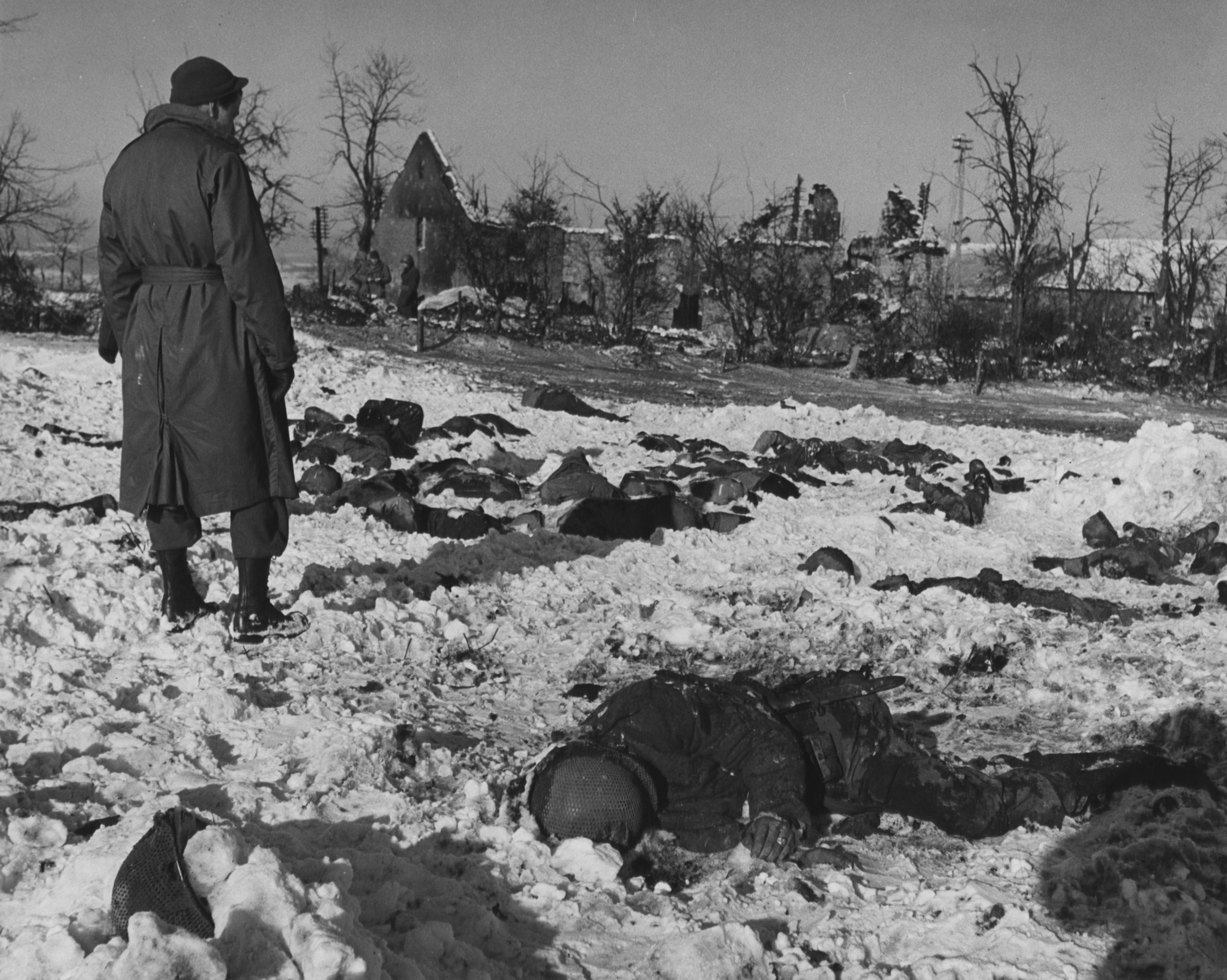
Spojenecký voják na místě masakru

Malmédský masakr byl válečný zločin, spáchaný za 2. světové války německou jednotkou SS v roce 1944 mezi vesnicemi Malmédy a Ligneuville v Belgii, při kterém bylo postříleno 81 amerických válečných zajatců.
Událost se stala 17. prosince 1944 během německé ofenzivy v Ardenách. Během útoku 1. tankové divize SS narazila jednotka, jíž velel Jochen Peiper, na část příslušníků 285. polního dělostřeleckého pozorovacího praporu (Field Artillery Observation Battalion). Ti svedli s jednotkou SS krátký boj, po kterém se vzdali do německého zajetí. Následovalo jejich odzbrojení a s dalšími zajatými Američany (přibližně 150 mužů) byli posláni na blízké pole nedaleko silniční křižovatky.
Podle výpovědí a vyšetřování vytáhl najednou jeden z důstojníků SS pistoli a zastřelil amerického zdravotního důstojníka a potom muže stojícího vedle něho. Ostatní němečtí vojáci se k němu připojili a spustili palbu ze samopalů. Nebylo zcela objasněno, jaká příčina vedla ke střelbě do zajatců. Podle jedné z verzí došlo ke střelbě poté, co se skupinka zajatců pokusila sebrat stráži zbraň, aby se pokusila o útěk. V nalezených záznamech neexistuje jediná zmínka, že by některý z důstojníků SS vydal rozkaz k postřílení zajatců.[zdroj⁠?!]
Po americkém osvobození místa masakru se zpráva velmi rychle (i za přispění generálního štábu) roznesla mezi spojenecké jednotky, což mělo za následek vydání příkazu, že příslušníci zbraní SS a padákoví myslivci (Fallschirmjäger) mají být stříleni na potkání. Po válce se uskutečnil s vojáky SS a jejich velitelem Peiperem vojenský soud za vraždu 308 spojeneckých vojáků a 111 belgických civilistů. Peiper byl uznán odpovědným za zavraždění 71 zajatců u Malméd a odsouzen k trestu smrti. V roce 1948 mu byla udělena milost a jeho trest zmírněn na doživotí, 22. prosince 1956 byl propuštěn. V šedesátých letech koupil na jméno své manželky pozemek ve francouzské obci Traves, postavil zde domek, a pod svým původním jménem zde žil. V roce 1976 vyšel v novinách l'Humanité článek, který odhalil jeho skutečnou totožnost, načež byl na jeho dům proveden žhářský útok a Peiper zemřel v plamenech.
Celý masakr přežilo asi 40 vojáků, patrně nejznámějším z nich byl pozdější herec Charles Durning. Přeživší, kterým se podařilo utéci a ukrýt, o celém incidentu později podali spojeneckému velitelství zprávu. Americké jednotky znovu dobyly místo 13. ledna 1945. Mrtvá těla byla vyzvednuta mezi 14. a 15. lednem. V dnešní době je na místě masakru (naproti přes silnici) postaven památník americkým vojákům zde zavražděným.